# 辺見鑑孝
辺見 鑑孝（へんみ のりたか、1973年〈昭和48年〉10月6日 - ）は、日本のキーボーディスト、音楽プロデューサー、作曲家、編曲家。既婚。
父は俳優で歌手の西郷輝彦。母は歌手の辺見マリ（両親は後に離婚）。妹はタレントの辺見えみり。異母妹にアイドルの今川宇宙。

## 経歴
18歳の時からタレントのマネージメント業を始め、2001年にChangin' My Lifeのリーダーとしてメジャー・デビュー（キーボード）。2003年に脱退して女性ボーカルロックバンドの“爆音カフェ”のリーダー（店長という名目で表には出ない）兼プロデューサーとなる。その後、VANVY CROWにバンド名を変更した。
日本クラウンから2004年2月に発売された父・西郷輝彦のマキシシングル『sora －空－』では、親子ユニットを結成している。
2007年2月8日に株式会社エメダーナを設立（2014年より、株式会社辺見プロモーションに再度社名変更）、代表を務め実業家としても活動している。
鑑孝という名前は父の西郷が考案し「鑑という字は手本という意味があり、孝行者の手本になって欲しいと考えて名付けた」という。